# S/2001 (31345) 1
S/2001 (31345) 1 est un petit astéroïde, satellite naturel de l'astéroïde Amor (31345) 1998 PG.
Il mesurerait environ 300 mètres, le tiers de la taille de son primaire, et serait en orbite à environ 1,5 km de ce dernier.